# Motor Trend
Motor Trend, auch MotorTrend geschrieben, ist eine US-amerikanische Automobil-Zeitschrift der Motor Trend Group.
Das Magazin MotorTrend erschien erstmals im September 1949, herausgegeben von Petersen Publishing Company in Los Angeles. MotorTrend veranstaltet die Preisverleihungen MotorTrend Car of the Year, SUV of the Year, Truck of the Year, Person of the Year und Best Driver’s Car.